# Мелений гранульований доменний шлак
Мелений гранульований доменний шлак — порошок, отриманий шляхом перемелювання гранульованого доменного шлаку з додаванням додаткових складників або без них. Застосовується при виготовленні бетонів та будівельних розчинів, а також цементів (які виробляються за ДСТУ Б EN 197-1). Мелений гранульований шлак має добрі в'яжуючі властивості сам по собі, але суміші його з портландцементом мають кращі характеристики. При виготовленні цементів меленого шлаку додають до суміші від 20 до 70 % за масою.
Виробляти мелений гранульований доменний шлак і широко використовувати у виробництві бетонів у суміші з портландцементом почали з кінця 1950-х років. Він широко використовується в Європі, і все більше в США і в Азії (особливо в Японії та Сінгапурі) через надання бетону більшої довговічності.

## Одержання
Мелений гранульований шлак одержують з граншлаку, який у свою чергу одержують швидким охолодженням рідкого гарячого доменного шлаку під струменем води. Граншлак висушують і мелють на спеціальних установках до стану тонкого порошку.

## Властивості
Хімічний та мінеральний склад меленого доменного гранульованого шлаку визначається хімічним і мінеральним складом вихідного матеріалу — граншлаку й складається переважно з шлакоутворюючих оксидів SiO2, Al2O3, CaO, MgO та інших складових, вміст яких може варіюватися залежно від технології і умов виплавки чавуну, при яких було одержано шлак.
| Складові шлаку | SiO2  | Al2O3 | Fe2O3 | CaO  | MgO   | SO3  | S    | MnO  | Na2O | K2O  | Cl    |
| Вміст, %       | 34,06 | 18,8  | 0,7   | 32,4 | 10,75 | 0,85 | 0,65 | 0,49 | 0,31 | 0,98 | 0,008 |

## Виноски
1. 1 2   ДСТУ Б В.2.7-302:2014 «Шлак доменний гранульований для цементів, бетонів і будівельних розчинів». — К., 2015.
2. ↑  CIP 30 - Supplementary Cementitious Materials (PDF). www.nrmca.org. National Ready Mixed Concrete Association. Архів оригіналу (PDF) за 29 березня 2017. Процитовано серпень 2017. (англ.)
3. ↑  A. Y. Ilyushechkin, D. G. Roberts, D. French, and D. J. Harris. IGCC Solids Disposal and Utilisation Final Report for ANLEC project 5-0710-0065 [Архівовано 7 серпня 2017 у Wayback Machine.]. — CSIRO, Australia. — May 2012. — P. 77. (англ.)
4. 1 2 3  Venu Malagavelli et. al. High performance concrete with GGBS and ROBO sand [Архівовано 30 травня 2013 у Wayback Machine.]. // International Journal of Engineering Science and Technology. Vol. 2(10), 2010, pp. 5107-5113. ISSN: 0975-5462 (англ.)